# 阿洛县 (法国)
阿洛县（法語：canton d'Allauch）是法国罗讷河口省的一个县（省级选区），中央投票站位于阿洛。该县涵盖了10个市镇。